# Crims irlandesos. Perdó
Perdó és un telefilm alemany de ficció criminal del 2021 dirigida per Züli Aladag. És el quart episodi de la sèrie cinematogràfica d'ARD Crims irlandesos. Désirée Nosbusch interpreta la sensible psicòloga policial Cathrin Blake, al costat de Declan Conlon, Mercedes Müller, Rafael Gareisen, Gavin Fullam, Roisin O'Neill, Parnell Scott i Vincent Walsh. S'ha doblat al català per TV3, que el va emetre per primer cop el 18 de setembre de 2022.
El rodatge de Perdó i de l'episodi anterior, La desaparició, va durar del 23 de setembre al 22 de novembre de 2019 i va tenir lloc a la costa oest d'Irlanda i a Galway.
La pel·lícula es va projectar a l'ARD Mediathek el 30 de març de 2021. La primera emissió va tenir lloc l'1 d'abril del mateix any com a part de l'espai de thriller policial dels dijous en horari de màxima audiència al canal Das Erste. Quan es va emetre per primera vegada, va ser vista per 3,92 milions d'espectadors, cosa que va representar una quota de pantalla del 12,9%.

## Sinopsi
Deu anys enrere, Greg O'Leary comet un atemptat bomba per l'IRA a Belfast, que causa diverses víctimes mortals. Ara, disposat a deixar enrere el passat, decideix participar en un programa de compensació autor-víctima, cosa que li garanteix la llibertat anticipada. A casa, però, no l'esperen amb els braços oberts, bàsicament per por que es descobreixin uns secrets que han estat guardats durant massa temps.